# Álvaro Rincón
Álvaro Rincón Muñoz, né le 12 mars 1952 à Chía (Cundinamarca), est un architecte colombien.
Il a été le conjoint de la vice-présidente de Colombie du 7 août 2018 au 7 août 2022, en tant qu'époux de Marta Lucía Ramírez, vice-présidente de la république de Colombie, faisant de lui le premier homme à endosser ce rôle.
Le 26 mai 2020, il est convoqué à témoigner devant le bureau du procureur général de Colombie, en raison de ses liens avec Guillermo León Acevedo, connu dans le passé pour ses entreprises illégales et son soutien au paramilitarisme,,,.